# 1972年のナショナルリーグチャンピオンシップシリーズ
1972年の野球において、メジャーリーグベースボール（MLB）のポストシーズンは10月7日に開幕した。ナショナルリーグの第4回リーグチャンピオンシップシリーズ（英語: 4th National League Championship Series、以下「リーグ優勝決定戦」と表記）は、同日から11日にかけて計5試合が開催された。その結果、シンシナティ・レッズ（西地区）がピッツバーグ・パイレーツ（東地区）を3勝2敗で下し、2年ぶり6回目のリーグ優勝およびワールドシリーズ進出を果たした。
両球団がリーグ優勝決定戦で対戦するのは、1970年以来2年ぶり2度目。この年のレギュラーシーズンでは両球団は12試合対戦し、レッズが8勝4敗と勝ち越していた。今シリーズは2勝2敗で迎えた最終第5戦、9回裏二死一・三塁でパイレーツの4番手投手ボブ・ムースが暴投し、三塁走者ジョージ・フォスターが生還してレッズがサヨナラ勝利で優勝を決めた。ポストシーズンでのサヨナラ暴投は、1927年のワールドシリーズ第4戦以来45年ぶり2度目だった。しかしレッズは、ワールドシリーズではアメリカンリーグ王者オークランド・アスレチックスに3勝4敗で敗れ、32年ぶり3度目の優勝を逃した。
最終第5戦は、パイレーツの外野手ロベルト・クレメンテにとって現役最後の試合となった。この年の12月29日にニカラグアで大地震が発生すると、クレメンテは31日、プエルトリコから被災地へ救援物資を届けるための飛行機に自らも搭乗した。しかしその飛行機が墜落し、クレメンテを含む乗員5人全員が死亡した。

## 試合結果
1972年のナショナルリーグ優勝決定戦は10月7日に開幕し、5日間で5試合が行われた。日程・結果は以下の通り。
| 日付                                                | 試合  | ビジター球団（先攻）     | スコア | ホーム球団（後攻）       | 開催球場                     | 開催球場                                                        |
| --------------------------------------------------- | ----- | ------------------------ | ------ | ------------------------ | ---------------------------- | --------------------------------------------------------------- |
| 10月07日（土）                                      | 第1戦 | シンシナティ・レッズ     | 1－5   | ピッツバーグ・パイレーツ | スリー・リバース・スタジアム | スリー・ · リバース・ · スタジアムリバーフロント・ · スタジアム |
| 10月08日（日）                                      | 第2戦 | シンシナティ・レッズ     | 5－3   | ピッツバーグ・パイレーツ | スリー・リバース・スタジアム | スリー・ · リバース・ · スタジアムリバーフロント・ · スタジアム |
| 10月09日（月）                                      | 第3戦 | ピッツバーグ・パイレーツ | 3－2   | シンシナティ・レッズ     | リバーフロント・スタジアム   | スリー・ · リバース・ · スタジアムリバーフロント・ · スタジアム |
| 10月10日（火）                                      | 第4戦 | ピッツバーグ・パイレーツ | 1－7   | シンシナティ・レッズ     | リバーフロント・スタジアム   | スリー・ · リバース・ · スタジアムリバーフロント・ · スタジアム |
| 10月11日（水）                                      | 第5戦 | ピッツバーグ・パイレーツ | 3－4x  | シンシナティ・レッズ     | リバーフロント・スタジアム   | スリー・ · リバース・ · スタジアムリバーフロント・ · スタジアム |
| 優勝：シンシナティ・レッズ（3勝2敗 / 2年ぶり6度目） |       |                          |        |                          |                              | スリー・ · リバース・ · スタジアムリバーフロント・ · スタジアム |

### 第1戦 10月7日
- スリー・リバース・スタジアム（ペンシルベニア州ピッツバーグ）

|                          | 1 | 2 | 3 | 4 | 5 | 6 | 7 | 8 | 9 | R | H | E |
| ------------------------ | - | - | - | - | - | - | - | - | - | - | - | - |
| シンシナティ・レッズ     | 1 | 0 | 0 | 0 | 0 | 0 | 0 | 0 | 0 | 1 | 8 | 0 |
| ピッツバーグ・パイレーツ | 3 | 0 | 0 | 0 | 2 | 0 | 0 | 0 | X | 5 | 6 | 0 |

1. 勝利：スティーブ・ブラス（1勝）
2. セーブ：ラモン・ヘルナンデス（1S）
3. 敗戦：ドン・ガレット（1敗）
4. 本塁打
CIN：ジョー・モーガン1号ソロ
PIT：アル・オリバー1号2ラン
5. 審判
［球審］オーギー・ドナテリ
［塁審］一塁: ケン・バークハート、二塁: ダグ・ハーヴェイ、三塁: ビル・ウィリアムズ
［外審］左翼: ジョン・キブラー、右翼: ハリー・ウェンデルステット
6. 試合開始時刻: 東部夏時間（UTC-4）午後1時11分  試合時間: 1時間57分  観客: 5万476人
詳細: MLB.com Gameday / Baseball-Reference.com

| シンシナティ・レッズ | シンシナティ・レッズ | シンシナティ・レッズ | シンシナティ・レッズ | シンシナティ・レッズ                                                                              | ピッツバーグ・パイレーツ | ピッツバーグ・パイレーツ | ピッツバーグ・パイレーツ | ピッツバーグ・パイレーツ | ピッツバーグ・パイレーツ                                                                                         |
| -------------------- | -------------------- | -------------------- | -------------------- | ------------------------------------------------------------------------------------------------- | ------------------------ | ------------------------ | ------------------------ | ------------------------ | --- |
| 打順                 | 守備                 | 選手                 | 打席                 | D・ガレットJ・ベンチT・ペレスJ・モーガンD・メンキーD・チェイニーP・ローズB・トーランC・ジェロニモ | 打順                     | 守備                     | 選手                     | 打席                     | S・ブラスM・サンギーエンW・スター · ジェルD・キャッシュR・ヘブナーG・アリーR・ステネットA・オリバーR・クレメンテ |
| 1                    | 左                   | P・ローズ            | 両                   | D・ガレットJ・ベンチT・ペレスJ・モーガンD・メンキーD・チェイニーP・ローズB・トーランC・ジェロニモ | 1                        | 左                       | R・ステネット            | 右                       | S・ブラスM・サンギーエンW・スター · ジェルD・キャッシュR・ヘブナーG・アリーR・ステネットA・オリバーR・クレメンテ |
| 2                    | 二                   | J・モーガン          | 左                   | D・ガレットJ・ベンチT・ペレスJ・モーガンD・メンキーD・チェイニーP・ローズB・トーランC・ジェロニモ | 2                        | 中                       | A・オリバー              | 左                       | S・ブラスM・サンギーエンW・スター · ジェルD・キャッシュR・ヘブナーG・アリーR・ステネットA・オリバーR・クレメンテ |
| 3                    | 中                   | B・トーラン          | 左                   | D・ガレットJ・ベンチT・ペレスJ・モーガンD・メンキーD・チェイニーP・ローズB・トーランC・ジェロニモ | 3                        | 右                       | R・クレメンテ            | 右                       | S・ブラスM・サンギーエンW・スター · ジェルD・キャッシュR・ヘブナーG・アリーR・ステネットA・オリバーR・クレメンテ |
| 4                    | 捕                   | J・ベンチ            | 右                   | D・ガレットJ・ベンチT・ペレスJ・モーガンD・メンキーD・チェイニーP・ローズB・トーランC・ジェロニモ | 4                        | 一                       | W・スタージェル          | 左                       | S・ブラスM・サンギーエンW・スター · ジェルD・キャッシュR・ヘブナーG・アリーR・ステネットA・オリバーR・クレメンテ |
| 5                    | 一                   | T・ペレス            | 右                   | D・ガレットJ・ベンチT・ペレスJ・モーガンD・メンキーD・チェイニーP・ローズB・トーランC・ジェロニモ | 5                        | 捕                       | M・サンギーエン          | 右                       | S・ブラスM・サンギーエンW・スター · ジェルD・キャッシュR・ヘブナーG・アリーR・ステネットA・オリバーR・クレメンテ |
| 6                    | 三                   | D・メンキー          | 右                   | D・ガレットJ・ベンチT・ペレスJ・モーガンD・メンキーD・チェイニーP・ローズB・トーランC・ジェロニモ | 6                        | 三                       | R・ヘブナー              | 左                       | S・ブラスM・サンギーエンW・スター · ジェルD・キャッシュR・ヘブナーG・アリーR・ステネットA・オリバーR・クレメンテ |
| 7                    | 右                   | C・ジェロニモ        | 左                   | D・ガレットJ・ベンチT・ペレスJ・モーガンD・メンキーD・チェイニーP・ローズB・トーランC・ジェロニモ | 7                        | 二                       | D・キャッシュ            | 右                       | S・ブラスM・サンギーエンW・スター · ジェルD・キャッシュR・ヘブナーG・アリーR・ステネットA・オリバーR・クレメンテ |
| 8                    | 遊                   | D・チェイニー        | 両                   | D・ガレットJ・ベンチT・ペレスJ・モーガンD・メンキーD・チェイニーP・ローズB・トーランC・ジェロニモ | 8                        | 遊                       | G・アリー                | 右                       | S・ブラスM・サンギーエンW・スター · ジェルD・キャッシュR・ヘブナーG・アリーR・ステネットA・オリバーR・クレメンテ |
| 9                    | 投                   | D・ガレット          | 右                   | D・ガレットJ・ベンチT・ペレスJ・モーガンD・メンキーD・チェイニーP・ローズB・トーランC・ジェロニモ | 9                        | 投                       | S・ブラス                | 右                       | S・ブラスM・サンギーエンW・スター · ジェルD・キャッシュR・ヘブナーG・アリーR・ステネットA・オリバーR・クレメンテ |
| 先発投手             | 先発投手             | 先発投手             | 投球                 | D・ガレットJ・ベンチT・ペレスJ・モーガンD・メンキーD・チェイニーP・ローズB・トーランC・ジェロニモ | 先発投手                 | 先発投手                 | 先発投手                 | 投球                     | S・ブラスM・サンギーエンW・スター · ジェルD・キャッシュR・ヘブナーG・アリーR・ステネットA・オリバーR・クレメンテ |
| D・ガレット          | D・ガレット          | D・ガレット          | 左                   | D・ガレットJ・ベンチT・ペレスJ・モーガンD・メンキーD・チェイニーP・ローズB・トーランC・ジェロニモ | S・ブラス                | S・ブラス                | S・ブラス                | 右                       | S・ブラスM・サンギーエンW・スター · ジェルD・キャッシュR・ヘブナーG・アリーR・ステネットA・オリバーR・クレメンテ |

### 第2戦 10月8日
- スリー・リバース・スタジアム（ペンシルベニア州ピッツバーグ）

|                          | 1 | 2 | 3 | 4 | 5 | 6 | 7 | 8 | 9 | R | H | E |
| ------------------------ | - | - | - | - | - | - | - | - | - | - | - | - |
| シンシナティ・レッズ     | 4 | 0 | 0 | 0 | 0 | 0 | 0 | 1 | 0 | 5 | 8 | 1 |
| ピッツバーグ・パイレーツ | 0 | 0 | 0 | 1 | 1 | 1 | 0 | 0 | 0 | 3 | 7 | 1 |

1. 勝利：トム・ホール（1勝）
2. 敗戦：ボブ・ムース（1敗）
3. 本塁打
CIN：ジョー・モーガン2号ソロ
4. 審判
［球審］ケン・バークハート
［塁審］一塁: ダグ・ハーヴェイ、二塁: ビル・ウィリアムズ、三塁: ジョン・キブラー
［外審］左翼: ハリー・ウェンデルステット、右翼: オーギー・ドナテリ
5. 試合開始時刻: 東部夏時間（UTC-4）午後1時00分  試合時間: 2時間43分  観客: 5万584人
詳細: MLB.com Gameday / Baseball-Reference.com

| シンシナティ・レッズ | シンシナティ・レッズ | シンシナティ・レッズ | シンシナティ・レッズ | シンシナティ・レッズ                                                                                | ピッツバーグ・パイレーツ | ピッツバーグ・パイレーツ | ピッツバーグ・パイレーツ | ピッツバーグ・パイレーツ | ピッツバーグ・パイレーツ                                                                                 |
| -------------------- | -------------------- | -------------------- | -------------------- | --------------------------------------------------------------------------------------------------- | ------------------------ | ------------------------ | ------------------------ | ------------------------ | --- |
| 打順                 | 守備                 | 選手                 | 打席                 | J・ビリンガムJ・ベンチT・ペレスJ・モーガンD・メンキーD・チェイニーP・ローズB・トーランC・ジェロニモ | 打順                     | 守備                     | 選手                     | 打席                     | B・ムースM・メイW・スター · ジェルD・キャッシュR・ヘブナーG・アリーR・ステネットA・オリバーR・クレメンテ |
| 1                    | 左                   | P・ローズ            | 両                   | J・ビリンガムJ・ベンチT・ペレスJ・モーガンD・メンキーD・チェイニーP・ローズB・トーランC・ジェロニモ | 1                        | 左                       | R・ステネット            | 右                       | B・ムースM・メイW・スター · ジェルD・キャッシュR・ヘブナーG・アリーR・ステネットA・オリバーR・クレメンテ |
| 2                    | 二                   | J・モーガン          | 左                   | J・ビリンガムJ・ベンチT・ペレスJ・モーガンD・メンキーD・チェイニーP・ローズB・トーランC・ジェロニモ | 2                        | 中                       | A・オリバー              | 左                       | B・ムースM・メイW・スター · ジェルD・キャッシュR・ヘブナーG・アリーR・ステネットA・オリバーR・クレメンテ |
| 3                    | 中                   | B・トーラン          | 左                   | J・ビリンガムJ・ベンチT・ペレスJ・モーガンD・メンキーD・チェイニーP・ローズB・トーランC・ジェロニモ | 3                        | 右                       | R・クレメンテ            | 右                       | B・ムースM・メイW・スター · ジェルD・キャッシュR・ヘブナーG・アリーR・ステネットA・オリバーR・クレメンテ |
| 4                    | 捕                   | J・ベンチ            | 右                   | J・ビリンガムJ・ベンチT・ペレスJ・モーガンD・メンキーD・チェイニーP・ローズB・トーランC・ジェロニモ | 4                        | 一                       | W・スタージェル          | 左                       | B・ムースM・メイW・スター · ジェルD・キャッシュR・ヘブナーG・アリーR・ステネットA・オリバーR・クレメンテ |
| 5                    | 一                   | T・ペレス            | 右                   | J・ビリンガムJ・ベンチT・ペレスJ・モーガンD・メンキーD・チェイニーP・ローズB・トーランC・ジェロニモ | 5                        | 三                       | R・ヘブナー              | 左                       | B・ムースM・メイW・スター · ジェルD・キャッシュR・ヘブナーG・アリーR・ステネットA・オリバーR・クレメンテ |
| 6                    | 三                   | D・メンキー          | 右                   | J・ビリンガムJ・ベンチT・ペレスJ・モーガンD・メンキーD・チェイニーP・ローズB・トーランC・ジェロニモ | 6                        | 捕                       | M・メイ                  | 左                       | B・ムースM・メイW・スター · ジェルD・キャッシュR・ヘブナーG・アリーR・ステネットA・オリバーR・クレメンテ |
| 7                    | 右                   | C・ジェロニモ        | 左                   | J・ビリンガムJ・ベンチT・ペレスJ・モーガンD・メンキーD・チェイニーP・ローズB・トーランC・ジェロニモ | 7                        | 二                       | D・キャッシュ            | 右                       | B・ムースM・メイW・スター · ジェルD・キャッシュR・ヘブナーG・アリーR・ステネットA・オリバーR・クレメンテ |
| 8                    | 遊                   | D・チェイニー        | 両                   | J・ビリンガムJ・ベンチT・ペレスJ・モーガンD・メンキーD・チェイニーP・ローズB・トーランC・ジェロニモ | 8                        | 遊                       | G・アリー                | 右                       | B・ムースM・メイW・スター · ジェルD・キャッシュR・ヘブナーG・アリーR・ステネットA・オリバーR・クレメンテ |
| 9                    | 投                   | J・ビリンガム        | 右                   | J・ビリンガムJ・ベンチT・ペレスJ・モーガンD・メンキーD・チェイニーP・ローズB・トーランC・ジェロニモ | 9                        | 投                       | B・ムース                | 右                       | B・ムースM・メイW・スター · ジェルD・キャッシュR・ヘブナーG・アリーR・ステネットA・オリバーR・クレメンテ |
| 先発投手             | 先発投手             | 先発投手             | 投球                 | J・ビリンガムJ・ベンチT・ペレスJ・モーガンD・メンキーD・チェイニーP・ローズB・トーランC・ジェロニモ | 先発投手                 | 先発投手                 | 先発投手                 | 投球                     | B・ムースM・メイW・スター · ジェルD・キャッシュR・ヘブナーG・アリーR・ステネットA・オリバーR・クレメンテ |
| J・ビリンガム        | J・ビリンガム        | J・ビリンガム        | 右                   | J・ビリンガムJ・ベンチT・ペレスJ・モーガンD・メンキーD・チェイニーP・ローズB・トーランC・ジェロニモ | B・ムース                | B・ムース                | B・ムース                | 右                       | B・ムースM・メイW・スター · ジェルD・キャッシュR・ヘブナーG・アリーR・ステネットA・オリバーR・クレメンテ |

### 第3戦 10月9日
- リバーフロント・スタジアム（オハイオ州シンシナティ）

|                          | 1 | 2 | 3 | 4 | 5 | 6 | 7 | 8 | 9 | R | H | E |
| ------------------------ | - | - | - | - | - | - | - | - | - | - | - | - |
| ピッツバーグ・パイレーツ | 0 | 0 | 0 | 0 | 1 | 0 | 1 | 1 | 0 | 3 | 7 | 0 |
| シンシナティ・レッズ     | 0 | 0 | 2 | 0 | 0 | 0 | 0 | 0 | 0 | 2 | 8 | 1 |

1. 勝利：ブルース・キーソン（1勝）
2. セーブ：デーブ・ジュスティ（1S）
3. 敗戦：クレイ・キャロル（1敗）
4. 本塁打
PIT：マニー・サンギーエン1号ソロ
5. 審判
［球審］ダグ・ハーヴェイ
［塁審］一塁: ビル・ウィリアムズ、二塁: ジョン・キブラー、三塁: ハリー・ウェンデルステット
［外審］左翼: オーギー・ドナテリ、右翼: ケン・バークハート
6. 昼間試合  試合時間: 2時間23分  観客: 5万2420人
詳細: MLB.com Gameday / Baseball-Reference.com

| ピッツバーグ・パイレーツ | ピッツバーグ・パイレーツ | ピッツバーグ・パイレーツ | ピッツバーグ・パイレーツ | ピッツバーグ・パイレーツ                                                                                             | シンシナティ・レッズ | シンシナティ・レッズ | シンシナティ・レッズ | シンシナティ・レッズ | シンシナティ・レッズ                                                                              |
| ------------------------ | ------------------------ | ------------------------ | ------------------------ | --- | -------------------- | -------------------- | -------------------- | -------------------- | ------------------------------------------------------------------------------------------------- |
| 打順                     | 守備                     | 選手                     | 打席                     | N・ブライルズM・サンギーエンW・スター · ジェルD・キャッシュR・ヘブナーG・アリーR・ステネットA・オリバーR・クレメンテ | 打順                 | 守備                 | 選手                 | 打席                 | G・ノーランJ・ベンチT・ペレスJ・モーガンD・メンキーD・チェイニーP・ローズB・トーランC・ジェロニモ |
| 1                        | 左                       | R・ステネット            | 右                       | N・ブライルズM・サンギーエンW・スター · ジェルD・キャッシュR・ヘブナーG・アリーR・ステネットA・オリバーR・クレメンテ | 1                    | 左                   | P・ローズ            | 両                   | G・ノーランJ・ベンチT・ペレスJ・モーガンD・メンキーD・チェイニーP・ローズB・トーランC・ジェロニモ |
| 2                        | 二                       | D・キャッシュ            | 右                       | N・ブライルズM・サンギーエンW・スター · ジェルD・キャッシュR・ヘブナーG・アリーR・ステネットA・オリバーR・クレメンテ | 2                    | 二                   | J・モーガン          | 左                   | G・ノーランJ・ベンチT・ペレスJ・モーガンD・メンキーD・チェイニーP・ローズB・トーランC・ジェロニモ |
| 3                        | 右                       | R・クレメンテ            | 右                       | N・ブライルズM・サンギーエンW・スター · ジェルD・キャッシュR・ヘブナーG・アリーR・ステネットA・オリバーR・クレメンテ | 3                    | 中                   | B・トーラン          | 左                   | G・ノーランJ・ベンチT・ペレスJ・モーガンD・メンキーD・チェイニーP・ローズB・トーランC・ジェロニモ |
| 4                        | 一                       | W・スタージェル          | 左                       | N・ブライルズM・サンギーエンW・スター · ジェルD・キャッシュR・ヘブナーG・アリーR・ステネットA・オリバーR・クレメンテ | 4                    | 捕                   | J・ベンチ            | 右                   | G・ノーランJ・ベンチT・ペレスJ・モーガンD・メンキーD・チェイニーP・ローズB・トーランC・ジェロニモ |
| 5                        | 中                       | A・オリバー              | 左                       | N・ブライルズM・サンギーエンW・スター · ジェルD・キャッシュR・ヘブナーG・アリーR・ステネットA・オリバーR・クレメンテ | 5                    | 一                   | T・ペレス            | 右                   | G・ノーランJ・ベンチT・ペレスJ・モーガンD・メンキーD・チェイニーP・ローズB・トーランC・ジェロニモ |
| 6                        | 三                       | R・ヘブナー              | 左                       | N・ブライルズM・サンギーエンW・スター · ジェルD・キャッシュR・ヘブナーG・アリーR・ステネットA・オリバーR・クレメンテ | 6                    | 三                   | D・メンキー          | 右                   | G・ノーランJ・ベンチT・ペレスJ・モーガンD・メンキーD・チェイニーP・ローズB・トーランC・ジェロニモ |
| 7                        | 捕                       | M・サンギーエン          | 右                       | N・ブライルズM・サンギーエンW・スター · ジェルD・キャッシュR・ヘブナーG・アリーR・ステネットA・オリバーR・クレメンテ | 7                    | 右                   | C・ジェロニモ        | 左                   | G・ノーランJ・ベンチT・ペレスJ・モーガンD・メンキーD・チェイニーP・ローズB・トーランC・ジェロニモ |
| 8                        | 遊                       | G・アリー                | 右                       | N・ブライルズM・サンギーエンW・スター · ジェルD・キャッシュR・ヘブナーG・アリーR・ステネットA・オリバーR・クレメンテ | 8                    | 遊                   | D・チェイニー        | 両                   | G・ノーランJ・ベンチT・ペレスJ・モーガンD・メンキーD・チェイニーP・ローズB・トーランC・ジェロニモ |
| 9                        | 投                       | N・ブライルズ            | 右                       | N・ブライルズM・サンギーエンW・スター · ジェルD・キャッシュR・ヘブナーG・アリーR・ステネットA・オリバーR・クレメンテ | 9                    | 投                   | G・ノーラン          | 右                   | G・ノーランJ・ベンチT・ペレスJ・モーガンD・メンキーD・チェイニーP・ローズB・トーランC・ジェロニモ |
| 先発投手                 | 先発投手                 | 先発投手                 | 投球                     | N・ブライルズM・サンギーエンW・スター · ジェルD・キャッシュR・ヘブナーG・アリーR・ステネットA・オリバーR・クレメンテ | 先発投手             | 先発投手             | 先発投手             | 投球                 | G・ノーランJ・ベンチT・ペレスJ・モーガンD・メンキーD・チェイニーP・ローズB・トーランC・ジェロニモ |
| N・ブライルズ            | N・ブライルズ            | N・ブライルズ            | 右                       | N・ブライルズM・サンギーエンW・スター · ジェルD・キャッシュR・ヘブナーG・アリーR・ステネットA・オリバーR・クレメンテ | G・ノーラン          | G・ノーラン          | G・ノーラン          | 右                   | G・ノーランJ・ベンチT・ペレスJ・モーガンD・メンキーD・チェイニーP・ローズB・トーランC・ジェロニモ |

### 第4戦 10月10日
- リバーフロント・スタジアム（オハイオ州シンシナティ）

|                          | 1 | 2 | 3 | 4 | 5 | 6 | 7 | 8 | 9 | R | H  | E |
| ------------------------ | - | - | - | - | - | - | - | - | - | - | -- | - |
| ピッツバーグ・パイレーツ | 0 | 0 | 0 | 0 | 0 | 0 | 1 | 0 | 0 | 1 | 2  | 3 |
| シンシナティ・レッズ     | 1 | 0 | 0 | 2 | 0 | 2 | 2 | 0 | X | 7 | 11 | 1 |

1. 勝利：ロス・グリムズリー（1勝）
2. 敗戦：ドック・エリス（1敗）
3. 本塁打
PIT：ロベルト・クレメンテ1号ソロ
4. 審判
［球審］ビル・ウィリアムズ
［塁審］一塁: ジョン・キブラー、二塁: ハリー・ウェンデルステット、三塁: オーギー・ドナテリ
［外審］左翼: ケン・バークハート、右翼: ダグ・ハーヴェイ
5. 昼間試合  試合時間: 1時間58分  観客: 3万9447人
詳細: MLB.com Gameday / Baseball-Reference.com

| ピッツバーグ・パイレーツ | ピッツバーグ・パイレーツ | ピッツバーグ・パイレーツ | ピッツバーグ・パイレーツ | ピッツバーグ・パイレーツ                                                                                         | シンシナティ・レッズ | シンシナティ・レッズ | シンシナティ・レッズ | シンシナティ・レッズ | シンシナティ・レッズ                                                                                  |
| ------------------------ | ------------------------ | ------------------------ | ------------------------ | --- | -------------------- | -------------------- | -------------------- | -------------------- | --- |
| 打順                     | 守備                     | 選手                     | 打席                     | D・エリスM・サンギーエンW・スター · ジェルD・キャッシュR・ヘブナーG・アリーR・ステネットA・オリバーR・クレメンテ | 打順                 | 守備                 | 選手                 | 打席                 | R・グリムズリーJ・ベンチT・ペレスJ・モーガンD・メンキーD・チェイニーP・ローズB・トーランC・ジェロニモ |
| 1                        | 左                       | R・ステネット            | 右                       | D・エリスM・サンギーエンW・スター · ジェルD・キャッシュR・ヘブナーG・アリーR・ステネットA・オリバーR・クレメンテ | 1                    | 左                   | P・ローズ            | 両                   | R・グリムズリーJ・ベンチT・ペレスJ・モーガンD・メンキーD・チェイニーP・ローズB・トーランC・ジェロニモ |
| 2                        | 中                       | A・オリバー              | 左                       | D・エリスM・サンギーエンW・スター · ジェルD・キャッシュR・ヘブナーG・アリーR・ステネットA・オリバーR・クレメンテ | 2                    | 二                   | J・モーガン          | 左                   | R・グリムズリーJ・ベンチT・ペレスJ・モーガンD・メンキーD・チェイニーP・ローズB・トーランC・ジェロニモ |
| 3                        | 右                       | R・クレメンテ            | 右                       | D・エリスM・サンギーエンW・スター · ジェルD・キャッシュR・ヘブナーG・アリーR・ステネットA・オリバーR・クレメンテ | 3                    | 中                   | B・トーラン          | 左                   | R・グリムズリーJ・ベンチT・ペレスJ・モーガンD・メンキーD・チェイニーP・ローズB・トーランC・ジェロニモ |
| 4                        | 一                       | W・スタージェル          | 左                       | D・エリスM・サンギーエンW・スター · ジェルD・キャッシュR・ヘブナーG・アリーR・ステネットA・オリバーR・クレメンテ | 4                    | 捕                   | J・ベンチ            | 右                   | R・グリムズリーJ・ベンチT・ペレスJ・モーガンD・メンキーD・チェイニーP・ローズB・トーランC・ジェロニモ |
| 5                        | 捕                       | M・サンギーエン          | 右                       | D・エリスM・サンギーエンW・スター · ジェルD・キャッシュR・ヘブナーG・アリーR・ステネットA・オリバーR・クレメンテ | 5                    | 一                   | T・ペレス            | 右                   | R・グリムズリーJ・ベンチT・ペレスJ・モーガンD・メンキーD・チェイニーP・ローズB・トーランC・ジェロニモ |
| 6                        | 二                       | D・キャッシュ            | 右                       | D・エリスM・サンギーエンW・スター · ジェルD・キャッシュR・ヘブナーG・アリーR・ステネットA・オリバーR・クレメンテ | 6                    | 三                   | D・メンキー          | 右                   | R・グリムズリーJ・ベンチT・ペレスJ・モーガンD・メンキーD・チェイニーP・ローズB・トーランC・ジェロニモ |
| 7                        | 三                       | R・ヘブナー              | 左                       | D・エリスM・サンギーエンW・スター · ジェルD・キャッシュR・ヘブナーG・アリーR・ステネットA・オリバーR・クレメンテ | 7                    | 右                   | C・ジェロニモ        | 左                   | R・グリムズリーJ・ベンチT・ペレスJ・モーガンD・メンキーD・チェイニーP・ローズB・トーランC・ジェロニモ |
| 8                        | 遊                       | G・アリー                | 右                       | D・エリスM・サンギーエンW・スター · ジェルD・キャッシュR・ヘブナーG・アリーR・ステネットA・オリバーR・クレメンテ | 8                    | 遊                   | D・チェイニー        | 両                   | R・グリムズリーJ・ベンチT・ペレスJ・モーガンD・メンキーD・チェイニーP・ローズB・トーランC・ジェロニモ |
| 9                        | 投                       | D・エリス                | 両                       | D・エリスM・サンギーエンW・スター · ジェルD・キャッシュR・ヘブナーG・アリーR・ステネットA・オリバーR・クレメンテ | 9                    | 投                   | R・グリムズリー      | 左                   | R・グリムズリーJ・ベンチT・ペレスJ・モーガンD・メンキーD・チェイニーP・ローズB・トーランC・ジェロニモ |
| 先発投手                 | 先発投手                 | 先発投手                 | 投球                     | D・エリスM・サンギーエンW・スター · ジェルD・キャッシュR・ヘブナーG・アリーR・ステネットA・オリバーR・クレメンテ | 先発投手             | 先発投手             | 先発投手             | 投球                 | R・グリムズリーJ・ベンチT・ペレスJ・モーガンD・メンキーD・チェイニーP・ローズB・トーランC・ジェロニモ |
| D・エリス                | D・エリス                | D・エリス                | 右                       | D・エリスM・サンギーエンW・スター · ジェルD・キャッシュR・ヘブナーG・アリーR・ステネットA・オリバーR・クレメンテ | R・グリムズリー      | R・グリムズリー      | R・グリムズリー      | 左                   | R・グリムズリーJ・ベンチT・ペレスJ・モーガンD・メンキーD・チェイニーP・ローズB・トーランC・ジェロニモ |

### 第5戦 10月11日
- リバーフロント・スタジアム（オハイオ州シンシナティ）

|                          | 1 | 2 | 3 | 4 | 5 | 6 | 7 | 8 | 9  | R | H | E |
| ------------------------ | - | - | - | - | - | - | - | - | -- | - | - | - |
| ピッツバーグ・パイレーツ | 0 | 2 | 0 | 1 | 0 | 0 | 0 | 0 | 0  | 3 | 8 | 0 |
| シンシナティ・レッズ     | 0 | 0 | 1 | 0 | 1 | 0 | 0 | 0 | 2x | 4 | 7 | 1 |

1. 勝利：クレイ・キャロル（1勝1敗）
2. 敗戦：デーブ・ジュスティ（1敗1S）
3. 本塁打
CIN：シーザー・ジェロニモ1号ソロ、ジョニー・ベンチ1号ソロ
4. 審判
［球審］オーギー・ドナテリ
［塁審］一塁: ジョン・キブラー、二塁: ハリー・ウェンデルステット、三塁: ケン・バークハート
［外審］左翼: ダグ・ハーヴェイ、右翼: ビル・ウィリアムズ
5. 昼間試合  試合時間: 2時間19分  観客: 4万1887人
詳細: MLB.com Gameday / Baseball-Reference.com

| ピッツバーグ・パイレーツ | ピッツバーグ・パイレーツ | ピッツバーグ・パイレーツ | ピッツバーグ・パイレーツ | ピッツバーグ・パイレーツ                                                                                         | シンシナティ・レッズ | シンシナティ・レッズ | シンシナティ・レッズ | シンシナティ・レッズ | シンシナティ・レッズ                                                                              |
| ------------------------ | ------------------------ | ------------------------ | ------------------------ | --- | -------------------- | -------------------- | -------------------- | -------------------- | ------------------------------------------------------------------------------------------------- |
| 打順                     | 守備                     | 選手                     | 打席                     | S・ブラスM・サンギーエンW・スター · ジェルD・キャッシュR・ヘブナーG・アリーR・ステネットA・オリバーR・クレメンテ | 打順                 | 守備                 | 選手                 | 打席                 | D・ガレットJ・ベンチT・ペレスJ・モーガンD・メンキーD・チェイニーP・ローズB・トーランC・ジェロニモ |
| 1                        | 左                       | R・ステネット            | 右                       | S・ブラスM・サンギーエンW・スター · ジェルD・キャッシュR・ヘブナーG・アリーR・ステネットA・オリバーR・クレメンテ | 1                    | 左                   | P・ローズ            | 両                   | D・ガレットJ・ベンチT・ペレスJ・モーガンD・メンキーD・チェイニーP・ローズB・トーランC・ジェロニモ |
| 2                        | 中                       | A・オリバー              | 左                       | S・ブラスM・サンギーエンW・スター · ジェルD・キャッシュR・ヘブナーG・アリーR・ステネットA・オリバーR・クレメンテ | 2                    | 二                   | J・モーガン          | 左                   | D・ガレットJ・ベンチT・ペレスJ・モーガンD・メンキーD・チェイニーP・ローズB・トーランC・ジェロニモ |
| 3                        | 右                       | R・クレメンテ            | 右                       | S・ブラスM・サンギーエンW・スター · ジェルD・キャッシュR・ヘブナーG・アリーR・ステネットA・オリバーR・クレメンテ | 3                    | 中                   | B・トーラン          | 左                   | D・ガレットJ・ベンチT・ペレスJ・モーガンD・メンキーD・チェイニーP・ローズB・トーランC・ジェロニモ |
| 4                        | 一                       | W・スタージェル          | 左                       | S・ブラスM・サンギーエンW・スター · ジェルD・キャッシュR・ヘブナーG・アリーR・ステネットA・オリバーR・クレメンテ | 4                    | 捕                   | J・ベンチ            | 右                   | D・ガレットJ・ベンチT・ペレスJ・モーガンD・メンキーD・チェイニーP・ローズB・トーランC・ジェロニモ |
| 5                        | 捕                       | M・サンギーエン          | 右                       | S・ブラスM・サンギーエンW・スター · ジェルD・キャッシュR・ヘブナーG・アリーR・ステネットA・オリバーR・クレメンテ | 5                    | 一                   | T・ペレス            | 右                   | D・ガレットJ・ベンチT・ペレスJ・モーガンD・メンキーD・チェイニーP・ローズB・トーランC・ジェロニモ |
| 6                        | 三                       | R・ヘブナー              | 左                       | S・ブラスM・サンギーエンW・スター · ジェルD・キャッシュR・ヘブナーG・アリーR・ステネットA・オリバーR・クレメンテ | 6                    | 三                   | D・メンキー          | 右                   | D・ガレットJ・ベンチT・ペレスJ・モーガンD・メンキーD・チェイニーP・ローズB・トーランC・ジェロニモ |
| 7                        | 二                       | D・キャッシュ            | 右                       | S・ブラスM・サンギーエンW・スター · ジェルD・キャッシュR・ヘブナーG・アリーR・ステネットA・オリバーR・クレメンテ | 7                    | 右                   | C・ジェロニモ        | 左                   | D・ガレットJ・ベンチT・ペレスJ・モーガンD・メンキーD・チェイニーP・ローズB・トーランC・ジェロニモ |
| 8                        | 遊                       | G・アリー                | 右                       | S・ブラスM・サンギーエンW・スター · ジェルD・キャッシュR・ヘブナーG・アリーR・ステネットA・オリバーR・クレメンテ | 8                    | 遊                   | D・チェイニー        | 両                   | D・ガレットJ・ベンチT・ペレスJ・モーガンD・メンキーD・チェイニーP・ローズB・トーランC・ジェロニモ |
| 9                        | 投                       | S・ブラス                | 右                       | S・ブラスM・サンギーエンW・スター · ジェルD・キャッシュR・ヘブナーG・アリーR・ステネットA・オリバーR・クレメンテ | 9                    | 投                   | D・ガレット          | 右                   | D・ガレットJ・ベンチT・ペレスJ・モーガンD・メンキーD・チェイニーP・ローズB・トーランC・ジェロニモ |
| 先発投手                 | 先発投手                 | 先発投手                 | 投球                     | S・ブラスM・サンギーエンW・スター · ジェルD・キャッシュR・ヘブナーG・アリーR・ステネットA・オリバーR・クレメンテ | 先発投手             | 先発投手             | 先発投手             | 投球                 | D・ガレットJ・ベンチT・ペレスJ・モーガンD・メンキーD・チェイニーP・ローズB・トーランC・ジェロニモ |
| S・ブラス                | S・ブラス                | S・ブラス                | 右                       | S・ブラスM・サンギーエンW・スター · ジェルD・キャッシュR・ヘブナーG・アリーR・ステネットA・オリバーR・クレメンテ | D・ガレット          | D・ガレット          | D・ガレット          | 左                   | D・ガレットJ・ベンチT・ペレスJ・モーガンD・メンキーD・チェイニーP・ローズB・トーランC・ジェロニモ |